# Кловърдейл (Калифорния)
Кловърдейл (на английски: Cloverdale произнася се Клоувърдейл) e град в щата Калифорния, САЩ. Кловърдейл се намира в Района на Санфранциския залив в окръг Сонома на около 139,02 км (86,89 мили) северо-северозападно от Сан Франциско, което го прави най-северният град в Района на Залива. Градът е с население от 8803 жители (по приблизителна оценка от 2017 г.) и има обща площ от 6,5 км². Магистрала 101 пресича града.